# ヴィッカース QF 2ポンド砲
ヴィッカース QF 2ポンド・ポンポン砲（英語: Vickers QF 2 pounder "pom-pom" gun）は、20世紀前半にイギリスで開発された機関砲。前任のQF 1ポンド砲やQF 1.5ポンド砲と同様にポンポン砲と通称された。

## Mk.I, II
まずイギリス陸軍で1889年に、続いてイギリス海軍で1892年に制式採用された。生産数は、Mk.Iが112門、Mk.IIが785門であった。またMk.IIは、1939年の時点でもなお577門が現役にあった。
基本的には元祖ポンポン砲として有名な29口径37mm機銃（QF 1ポンド砲）の大口径化版であり、作動砲式はショートリコイル式、銃身の周囲には水冷ジャケットが設置されている。砲弾としては榴弾も使用可能であった。装弾は35発入りの布ベルトによって行われた。
当初は歩兵砲のように平射を主としていたが、経空脅威の増大を受けて、第一次世界大戦が勃発した1914年には主として対空兵器として使われるようになっていた。これを受けて、Mk.IIを旋回式のペデスタル式銃架であるHA Mk.IIと組み合わせた高角機銃モデルも開発され、1915年3月より運用に入った。HA Mk.II銃架は手動式で、+80度から-5度までの俯仰が可能とされた。

## Mk.III
潜水艦用の小口径高角砲モデル。また後に潜水艦から撤去されると、発動艇に転用された。100門が製造された。Mk.I, IIと同じ弾薬を使用するが、わずかに砲身を短縮している（37口径長）ほか、自動火器としての機構を廃していたものと見られている。

## Mk.VIII
第一次世界大戦後、経空脅威の増大に対処するため、多連装化による投射火力の濃密化が志向されることになった。まず1921年から1922年にかけて、ドラゴン級軽巡洋艦「ドラゴン」において、Mk.IIの6連装銃架が試験的に搭載された。この試験は好成績を収めたことから、アームストロング社とヴィッカース社に対して、同様の多連装機銃の試作が発注された。アームストロング社の設計は持続射撃に適していたが、構造的に複雑であったことから棄却され、ヴィッカース社の設計が採用されることとなった。そしてこのための砲として開発されたのがMk.VIIIである。
モックアップは1923年7月に完成したものの、大蔵省による予算削減の影響で実機による試験は1927年まで遅延した。1928年には「タイガー」による洋上試験が行われ、1930年には「ヴァリアント」に搭載されて就役した。当初、この8連装銃架は「M銃架」（M mounting）と称されていたが、まもなくMk.Vと称されるようになり、続いて小改正型のMk.VIも開発された。当初、この8連装銃架では、上下に配された機銃がクランク装置を介して同期して交互に射撃を行う（controlled fire）ことで間断ない弾幕を形成するように設計されており、その動作から「ピアノガン」（Piano-Gun）または「シカゴピアノ」（Chicago-Piano）というニックネームが付けられていた。その後、1939年、このクランク装置を撤去して自動射撃（automatic fire）を行う改修が行われ、改修後のものはそれぞれMk.VAおよびMk.VIAと称された。また戦時中には、Mk.VIA*をもとに遠隔機力操作（remote power control, RPC）の導入も行われており、RPC装置としては、油圧式のRP.10およびRP.11と、メタダイン式のRP 50が用いられた。
2ポンド・ポンポン砲の宿命的な問題点として指摘されていたのが初速の低さ（622メートル毎秒）による弾道特性の悪さであった。このことから、1937年には、弾頭を0.764 kgに軽量化することで初速を732メートル毎秒に強化した高初速モデルが開発された。この高初速モデルを搭載した銃架は、上記の「Mk.VIA*」のように、制式番号の後ろにアスタリスクを付することで区別された。しかし戦争中を通じて、従来通りの低初速モデルの生産も継続されており、おまけにこれらの間には弾薬の互換性がなかった。上記の同期射撃（controlled fire）と自動射撃（automatic fire）の区別を含めて、Mk.VIIIには下記のようなサブタイプが生じることになった。
- CLV: 同期射撃用の低初速モデル
- CHV: 同期射撃用の高初速モデル
- ALV: 自動射撃用の低初速モデル
- AHV: 自動射撃用の高初速モデル

ただし、特に初期のモデルでは信頼性の問題があり、1941年12月のマレー沖海戦では、戦艦「プリンス・オブ・ウェールズ」搭載の8連装機銃は一基だけで12回も故障を起こし、もう一基も8回も射撃中止に陥ったとされる。一方、1941年1月の交戦の際、空母「イラストリアス」は2ポンド・ポンポン砲をすべてAHVに換装した直後であったが、いずれも大きな動作不良はなく、全門合計で約30,000発を発砲したとされている。
なお、これらの8連装機銃を搭載する余地のない艦のために、4連装銃架としてMk.VIIも開発され、1935年から1936年にかけて「クルーセイダー」で試験が行われたのち、就役した。こちらも高初速モデルを搭載したMk.VII*のほか、電動油圧式のMk.VII*PやRPC装置を導入したRP.50 Mk.VII*Pも配備された。8連装銃架とは異なり、4連装銃架は全て同期射撃を行う設計とされていた。
第二次世界大戦開戦当初の構想では、巡洋艦以上の艦では、多連装の2ポンド・ポンポン砲ごとに機銃射撃指揮装置を配する計画とされていた。しかし実際には、1940年にMk.IV方位盤が就役するまでは、砲側での目視照準が基本であり、上記の1941年1月の交戦の際には空母「イラストリアス」にはMk.III*方位盤が搭載されていたものの、特に急降下爆撃機に対しては効果が薄かった。キング・ジョージ5世級戦艦ではMk.IV方位盤が導入され、HACS高射装置と統合しての方位盤射撃が計画されており、「プリンス・オブ・ウェールズ」では282型レーダーも導入されていたものの、マレー沖海戦では十分な効果をあげられなかった。
その後、これらの多連装型2ポンド・ポンポン砲は、ヘイズメイヤー社製のFCS連動式56口径40mm連装機銃によって代替されていった。これは1940年にナチス・ドイツのオランダ侵攻を受けてイギリスに脱出してきたオランダ海軍の機雷敷設艦「ウィレム・ファン・デル・ザーン」が搭載していた砲の性能に感銘を受けて、自国でも装備化したものである。しかし一方で、2ポンド・ポンポン砲をMk.XVI銃架と組み合わせた単装機銃については、比較的簡単に搭載できる大口径機銃として、引き続き多用された。大戦末期には、東洋艦隊を中心として、特別攻撃隊対策として70口径20mm機銃からの換装による搭載も相次いだ。
なお、本砲はライセンス生産型が日本海軍でも毘式四十粍機銃として艦載用に用いられているが、同様にトラブルが多発し、フランスのオチキス（ホッチキス）系である十三粍機銃や二十五粍機銃に置き換えられている。

## ギャラリー

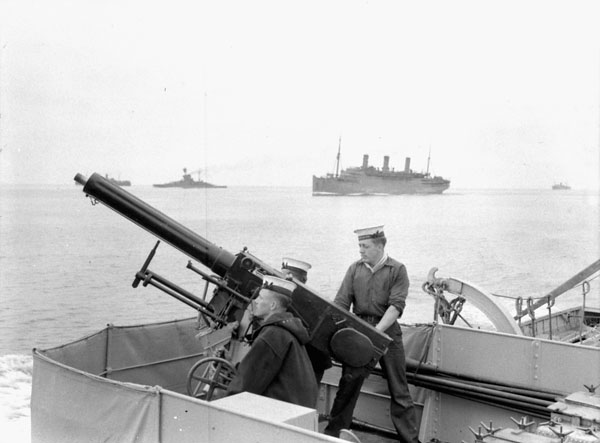
QF 2ポンド砲Mk.II カナダ軍駆逐艦「アシニボイン」の搭載砲
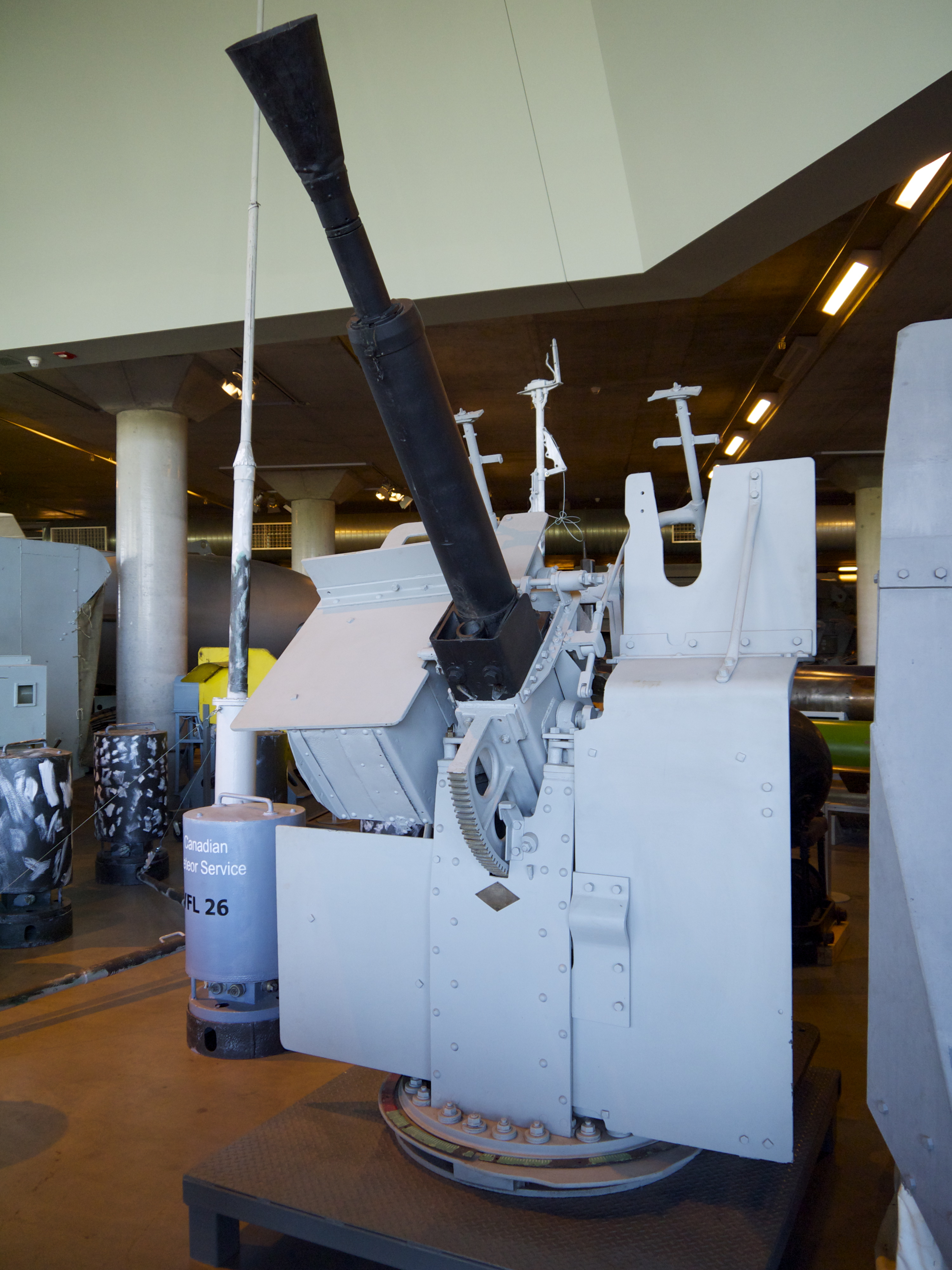
QF 2ポンド砲 Mk VIII カナダ、オタワのカナダ戦争博物館の展示品 (フラワー級コルベット「カムループス」の搭載砲であったもの)
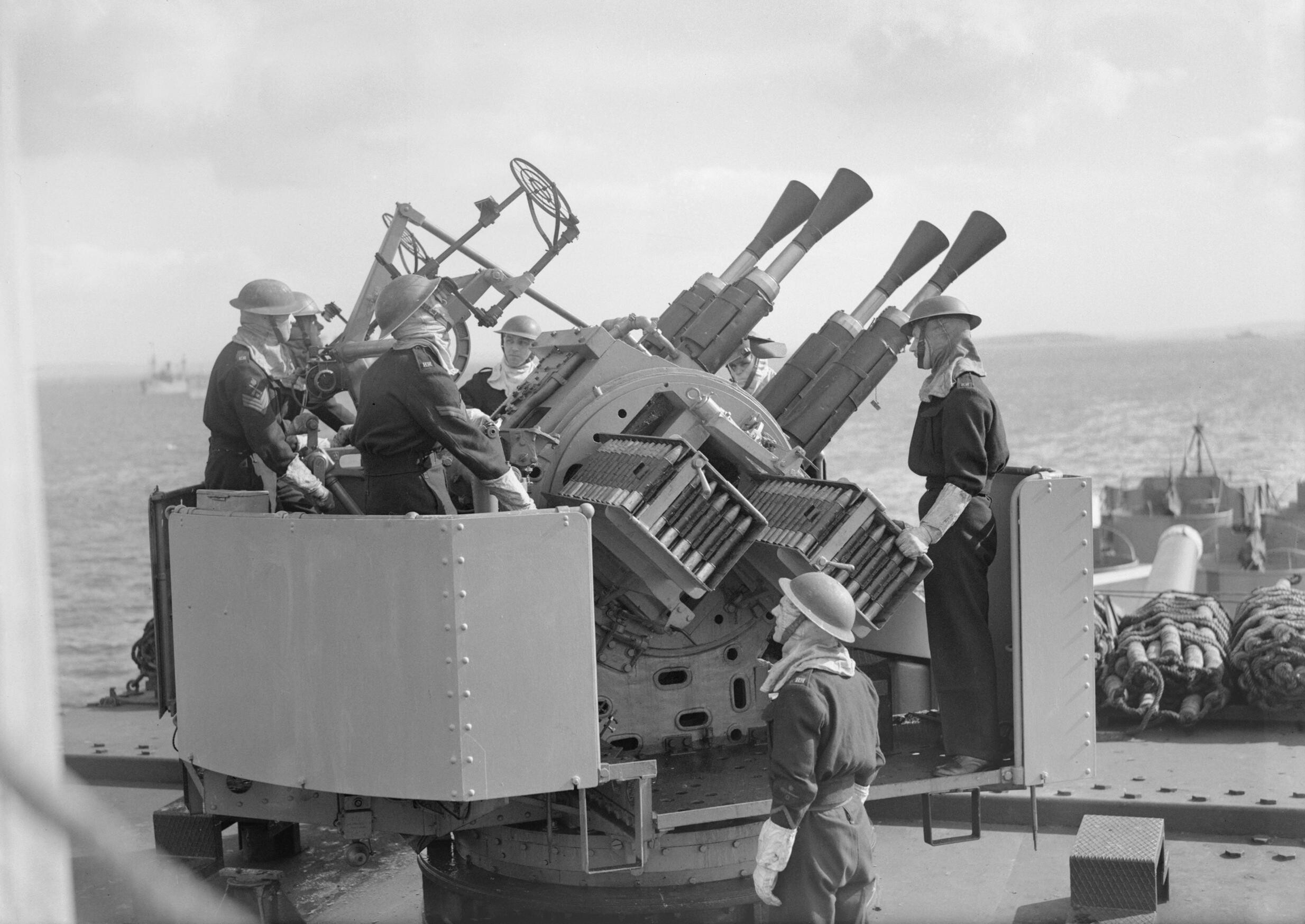
QF 2ポンド砲 Mk VII 駆逐艦「デアリング」の搭載砲
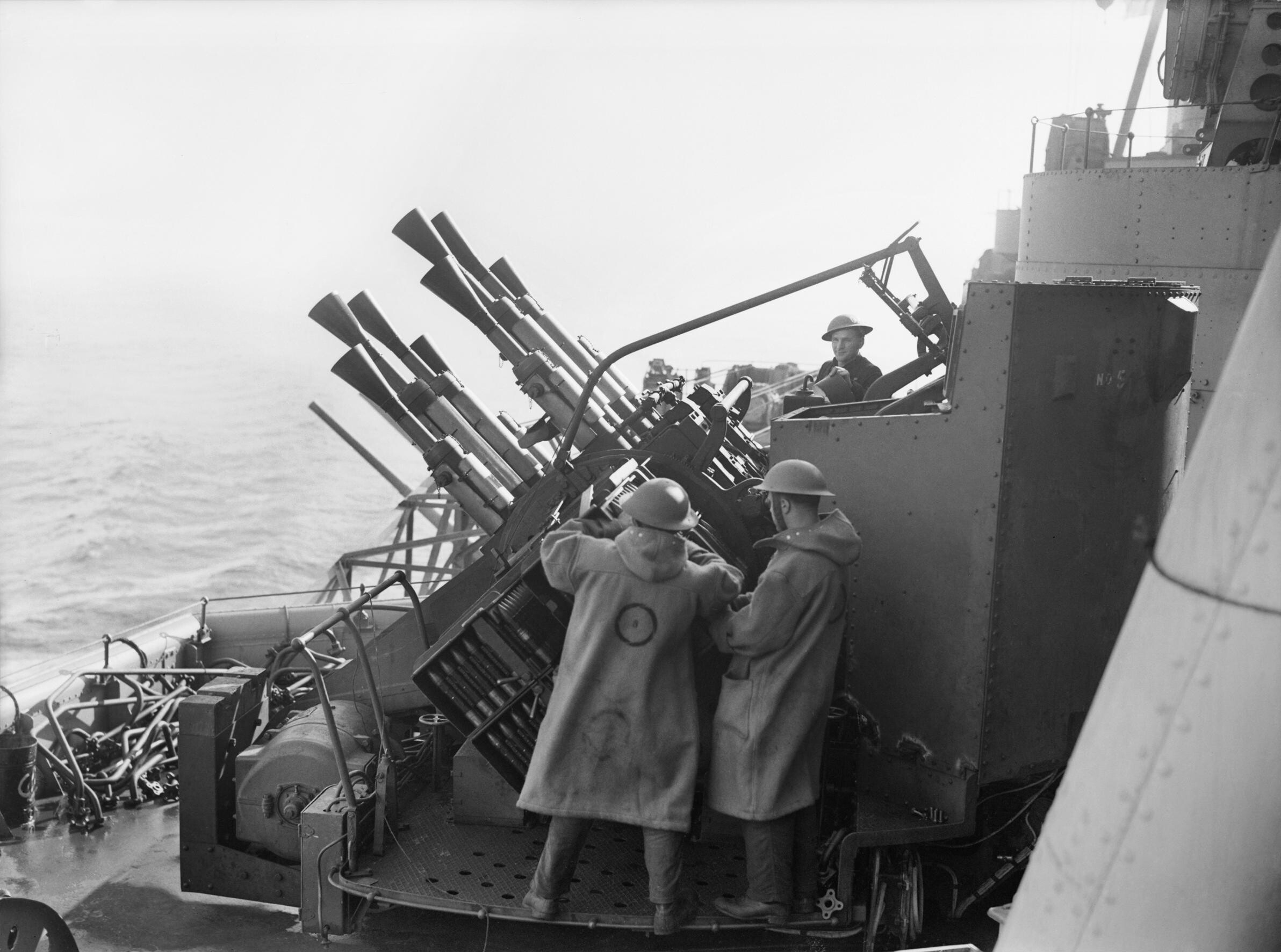
QF 2ポンド砲 Mk V/VI 戦艦「ハウ」の搭載砲

## 関連文献
- 『世界の艦船 2月号増刊　イギリス駆逐艦史 増刊第39集(1994 No.477)』(ISBN 978-4905551478)　海人社　1994年
- 『世界の艦船 11月号増刊　イギリス巡洋艦史 増刊第48集(1996 No.517)』(ISBN 978-4905551577)　海人社　1996年
- 丸編集部：編『軍艦シリーズ 4 図解 日本の駆逐艦 』(ISBN 978-4769808985)　光人社　1999年
- 山本義秀・吉原幹也：著／編『日本海軍艦載兵器大図鑑 』(ISBN 978-4584170885)　KKベストセラーズ　2002年
- 梅野和夫：著『世界の艦載兵器 砲熕兵器篇』(ISBN 978-4769813590) 光人社 2007年